# Nildo Viana
Nildo Silva Viana (Goiânia, 6 marzo 1965) è un sociologo e filosofo brasiliano.

## Biografia
Ha conseguito tre lauree: la prima in Scienze Sociali all'Università federale di Goiás (1992), la seconda in Filosofia nella stessa università (1995) e la terza in Sociologia all'Università di Brasilia, dove ha anche svolto il dottorato di ricerca. In seguito è diventato professore all'Università Statale di Goiás.
Viana è un rappresentante della corrente sociologica e filosofica brasiliana di orientamento marxista e libertario. Karl Marx e Karl Korsch sono le influenze principali nel suo pensiero. I suoi testi includono un'analisi marxista della società, mentre enfatizzano la "categoria di totalità" e la lotta di classe come risorse euristiche e principali nei processi di trasformazione sociale.

## Opere
- Nildo Viana, Escritos Metodológicos de Marx, Goiânia, Edições Germinal, 2001, ISBN 9788588253315.
- A Filosofia e Sua Sombra, Goiânia, Edições Germinal, 2000
- Inconsciente Coletivo e Materialismo Histórico, Goiânia, Edições Germinal, 2002
- Violência Urbana: A Cidade Como Espaço Gerador de Violência, Goiânia, Edições Germinal, 2002
- O Que São Partidos Políticos?, Goiânia, Edições Germinal, 2003
- Estado, Democracia e Cidadania, Rio de Janeiro, Achiamé, 2003
- A Dinâmica da Violência Juvenil, Rio de Janeiro, Booklink, 2004
- Heróis e Super-Heróis no Mundo dos Quadrinhos, Rio de Janeiro, Achiamé, 2005
- Introdução à Sociologia, Belo Horizonte, Autêntica, 2006
- A Consciência da História, Goiânia, Edições Combate, 1997
- O Capitalismo na era da acumulação integral, São Paulo, Ideias e Letras, 2009